# Karl August Schleiden

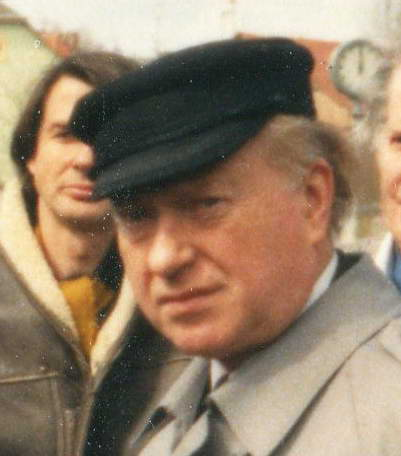
Karl August Schleiden (1990)

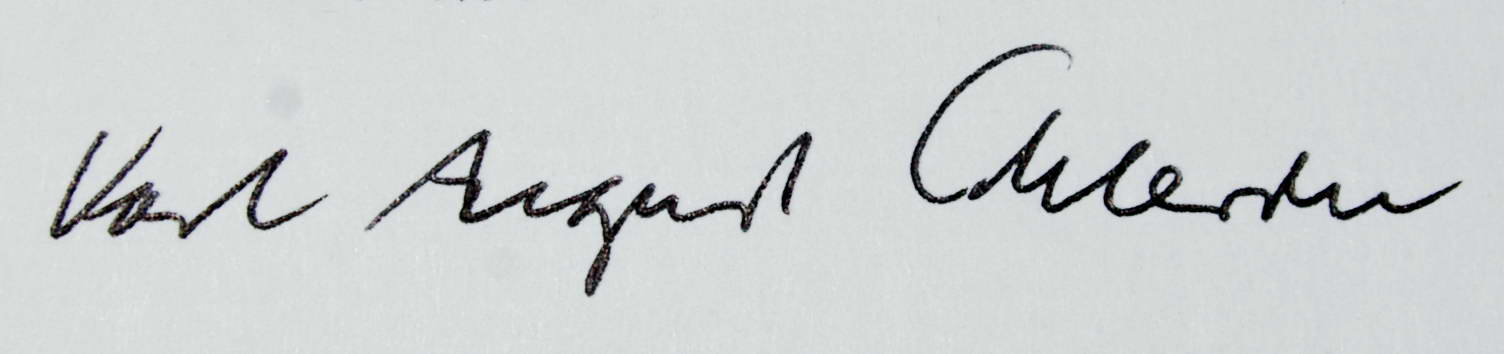
Signatur

Karl August Schleiden (* 9. Mai 1928 in Burbach; † 6. Mai 2009 in Saarbrücken) war ein deutscher Landeshistoriker, Kunstsammler, Privatgelehrter, Verleger und Autor.

## Leben
Abgesehen von einem zweijährigen akademischen Auslandsaufenthalt in Paris blieb Karl August Schleiden zeitlebens in seiner Geburtsstadt Saarbrücken beheimatet. Seine Kindheit und Jugend verbrachte er im Stadtteil Sankt Johann und besuchte die örtliche Grundschule, danach die Realschule (das heutige Otto-Hahn-Gymnasium, damals Horst-Wessel-Schule). In den letzten Jahren des Zweiten Weltkrieges musste er wie die meisten seines Jahrgangs als Luftwaffenhelfer Kriegsdienst leisten.
Karl August Schleiden war zweimal verheiratet. Beide Ehen blieben kinderlos. Er starb nur wenige Tage vor Vollendung seines 81. Lebensjahres nach kurzer, schwerer Krankheit und wurde am 14. Mai 2009 auf dem Hauptfriedhof Saarbrücken beigesetzt.

## Ausbildung
Nach dem Abitur 1947 an der Realschule (dem heutigen Otto-Hahn-Gymnasium) in Saarbrücken nahm Schleiden sein Studium im damals politisch teilautonomen und wirtschaftlich mit Frankreich verbundenen Saarland auf. Als einer der ersten Studenten an der neu gegründeten Universität belegte er die Fächer Altphilologie, Romanistik und Germanistik. 1953 promovierte Schleiden mit einer Arbeit zur Dichtung Friedrich Gottlieb Klopstocks. In der Folgezeit blieb Schleiden zunächst als wissenschaftlicher Mitarbeiter bei der Philosophischen Fakultät. Ganz im Geiste der von der damaligen Landesregierung propagierten profranzösischen Bildungsideale wurde Schleiden in den Jahren 1953 bis 1955 als assistant d'allemand (Deutschsprachiger Assistent für den Sprachunterricht des dort ansässigen Lehrpersonals) zum Lycée Moderne und der École normale d’instituteurs nach Paris entsandt. Nach seiner Rückkehr ernannte der Saarbrücker Universitätsrektor Joseph-François Angelloz ihn zum wissenschaftlichen Assistenten am Germanistischen Institut. Diese Stellung hatte er bis 1960 inne.

## Politik
Schleiden wurde im Dezember 1960 in den Kreistag Saarbrücken-Land gewählt. Dort beteiligte er sich im Kulturausschuss an einer vom späteren Landrat Leonhard Lorscheider getragenen Initiative, in Anlehnung an die bereits gut eingeführten Volkshochschulen Sulzbach, Dudweiler und Völklingen eine gleichwertige Einrichtung für den Landkreis Saarbrücken ins Leben zu rufen.

## Publizistisches Wirken

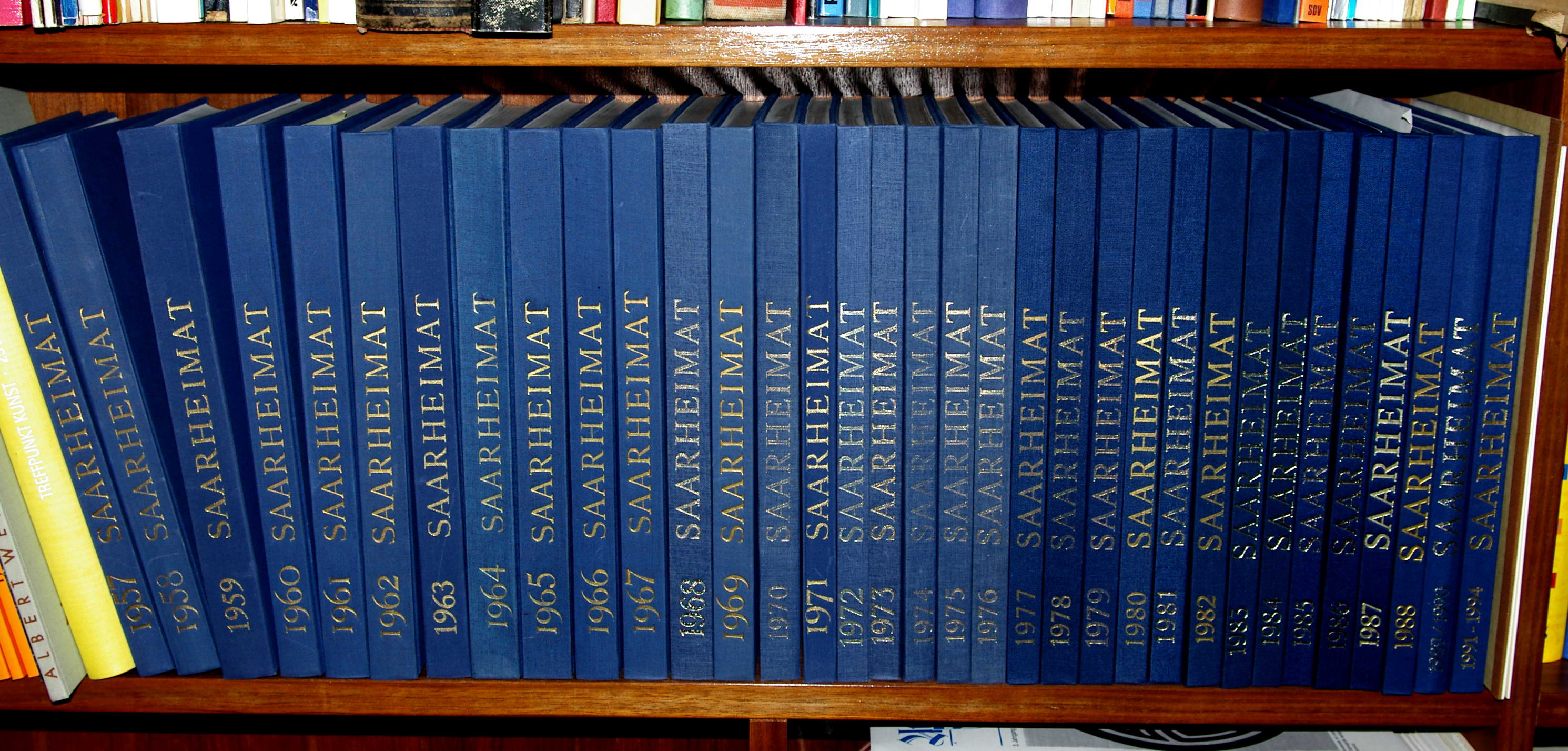
Jahrgänge der Zeitschrift SAARHEIMAT

Seinen Wirkungschwerpunkt als Historiker lenkte Schleiden zeitlebens auf die saarländische Landesgeschichte, besonders die Geschichte der Landeshauptstadt Saarbrücken. Einstieg hierzu war die Schriftleitung der Zeitschrift Saarheimat, die er ab Dezember 1960 freiberuflich und mit Wirkung zum Jahresbeginn 1962 hauptberuflich ausübte, später avancierte er zum Herausgeber und widmete sich dieser Aufgabe bis 1995. Dazu betreute er das Programm des Verlages Die Mitte. In dieser Zeit entstanden zahllose Artikel zu heimatkundlichen Themen in namhaften Publikationen des Saar-Lor-Lux-Raumes
| - Rheinischer Merkur - Nouvelle Revue Française - Mitteilungen des Deutschen Heimatbundes - Die Arbeitskammer - Dokumente – Zeitschrift für den deutsch-französischen Dialog - STRECKENLÆUFER (PoCul Verlag) - Der Beckerturm | - Rund um das Stift - Zeitschrift für die Geschichte der Saargegend - Saarbrücker Hefte - Unsere Heimat, Mitteilungsblatt des Landkreises Saarlouis - Börsenblatt für den Deutschen Buchhandel - Eckstein, Zeitschrift für Alltags- und Regionalgeschichte der VHS Saarbrücken |

Schleiden und sein Verlag waren maßgeblich an der Neuauflage der Werke des saarländischen Schriftstellers Johannes Kirschweng in einer elfbändigen Gesamtausgabe beteiligt.
In den 70er Jahren stiftete Schleiden seiner Heimatstadt mit einem dreiteiligen Bildband "Saarbrücken, so wie es war" eine einzigartige Reminiszenz. Seine "Illustrierte Stadtgeschichte" sollte zum groß inszenierten 1000-jährigen Stadtjubiläum der Saar-Metropole 1999 erscheinen. Jedoch geriet das Projekt unerwartet in eine finanzielle Schieflage, über 80.000 Euro fehlten. Das Manuskript war abgeschlossen, tausende Bilddokumente lagerten seit 2004 druckfertig beim Verlag, Schleiden – nun bereits 80-jährig – hatte sämtliche Reserven aus seinem Vermögen aktiviert, Teile seiner privaten Kunstsammlung verkauft und über die letzten Jahre vergeblich versucht, Fördergelder zu mobilisieren. Im Februar 2009 fehlten immer noch 30.000 Euro zur kostendeckenden Produktion, der Verlag forderte angesichts zu erwartender Umsatzausfälle bereits seine Vorleistungen zurück. Von Stadt und Land, Kulturvereinen und privaten Sponsoren im Stich gelassen drohte nun ein prestigeträchtiges Werk klanglos unterzugehen. Schleiden hatte sich nach eigenem Bekunden finanziell ruiniert. Im Beisein der damals amtierenden saarländischen Kultusministerin Annegret Kramp-Karrenbauer wurde eine Lösung gefunden, die alle Interessenvertreter wieder vereinte und die Überlieferung an nachfolgende Generationen sicherte. Die Stadt Saarbrücken übernahm Schleidens wertvolles Bildmaterial gegen eine Einmalzahlung von 15.000 Euro ins Stadtarchiv. Der Rest wurde aus Geldern der staatlichen Lotteriegesellschaft Saartoto aufgebracht. Damit erklärte sich der Dillinger Verlag Krüger bereit, das unternehmerische Risiko der Produktion wieder zu tragen. Im Oktober 2009 erschien Schleidens letztes Werk – postum, aber immerhin pünktlich zum 100. Gründungsfest der Großstadt Saarbrücken.

## Kulturelles Engagement
Karl August Schleiden gehörte zu den Gründungsmitgliedern des 1961 ins Leben gerufenen Saarländischen Kulturkreises, er gehörte dem Vorstand als Beisitzer und als Geschäftsführer an. Seine frankophilen Neigungen führten ihn auch zur in seiner Geburtsstadt beheimateten Deutsch-Französischen-Gesellschaft, der er bis 1984 als Geschäftsführer verbunden war. Sein Bemühen um die deutsch-französische Verständigung und Förderung der französischen Kultur im Saarland wurden 1980 mit dem Orden Palmes académiques gewürdigt. Schleiden unterstützte Privatinitiativen zum Schutz saarländischer Kulturdenkmäler, etwa die Vereinigung Ludwigskirche (1964) und den Wiederaufbau des Saarbrücker Schlosses. 1980–2001 war er Mitglied des Landesdenkmalrats, 1975–1989 Vorsitzender des Historischen Vereins für die Saargegend e.V., danach 1990–1998 Beisitzer. Hier engagierte er sich auch finanziell, beispielsweise für den Ankauf von französischen Pressefotografien aus dem Abstimmungskampf 1935 zugunsten des Landesarchivs Saarbrücken. 1990 war auch das Jahr seiner Berufung zum Stellvertretenden Mitglied des Kuratoriums der Stiftung Saarländischer Kulturbesitz durch Kabinettsbeschluss der Landesregierung. Bei der Gründung des Fördervereins zur Schaffung eines Historischen Museums auf Stadtverbandsebene wurde er zum stellvertretenden Vorsitzenden gewählt, er war ebenfalls an der Gründung des Saarländischen Museumsverbandes beteiligt. Beim 1978–1998 veranstalteten Saarländischen Mundartwettbewerb (einem Vorläufer des heutigen Saarländischen Mundartpreises) von SR 3 Saarlandwelle gehörte Schleiden als ständiges Mitglied zur Jury. Der berufsständische Landesverband der Verleger und Buchhändler Saar wählte Schleiden 1991 in den Verleger-Ausschuss und die Abgeordneten-Versammlung des Börsenvereins des Deutschen Buchhandels. An den Veranstaltungen der Geschichtswerkstatt Saarbrücken beteiligte sich Schleiden zeitlebens als Referent und Berater, noch wenige Tage vor seinem Tod stand sein Name im Veranstaltungskalender.

## Veröffentlichungen (Auszug)
- Klopstocks Dichtungstheorie als Beitrag zur Geschichte der deutschen Poetik; Schriften der Universität des Saarlandes, West-Ost-Verlag, 1954;
- Werke in einem Band / Friedrich Gottlieb Klopstock; Hrsg. von Karl August Schleiden; Nachwort von Friedrich Georg Jünger; Hanser-Verlag, München 1954;
- Ausgewählte Werke / Friedrich Gottlieb Klopstock; (2 Bd.); Hrsg. von Karl August Schleiden; Nachwort von Friedrich Georg Jünger; Hanser-Verlag, München 1962; ISBN 3-446-13280-5
- Saarbrücken, so wie es war; (3 Bd.); Droste-Verlag, Düsseldorf 1973–1985; ISBN 3-7700-0350-0; ISBN 3-7700-0581-3; ISBN 3-7700-0694-1
- Saarbrücken, Blickpunkte einer Landeshauptstadt; Verlag Die Mitte, 1974, 2., unveränd. Aufl.
- Alt-Saarbrücken; 10 historische Bilder, Text von Karl August Schleiden; Weidlich-Verlag, Frankfurt/Main 1976; ISBN 3-8035-8907-X
- Architekturführer Saarland; Bund Deutscher Architekten (Hrsg.), Landesverband Saar, Red.: K. A. Schleiden; Verlag Die Mitte, Saarbrücken 1982; ISBN 3-921236-39-8
- Die Saar; Ludwig Harig, Herrmann Weisweiler, Karl August Schleiden (Hrsg.); Greven-Verlag, 1982; ISBN 3774300836
- Alt-S[ank]t Johann; Aquarelle und Zeichnungen von Fritz Ludwig Schmidt; Text von Karl August Schleiden; Saarbrücker Druckerei und Verlag, Saarbrücken 1983; ISBN 3-921646-74-X
- Saarbrücken: Stationen auf dem Weg zur Grossstadt; Verlag Die Mitte, Saarbrücken 1989; ISBN 3-921236-63-0
- Der geizige Bäcker: eine Schreckmaskenskulptur vom Saarbrücker Renaissanceschloß; Alfons Kolling, Red.: K. A. Schleiden; Verlag Die Mitte, Saarbrücken 1999; ISBN 3-921236-84-3
- Die ehemalige Eisenschmelze Fischbach, Saar (1728–1866): ein Rekonstruktionsversuch; Heidi Kügler, Red.: K. A. Schleiden; Verlag Die Mitte, Saarbrücken 1999; ISBN 3-921236-88-6
- Illustrierte Geschichte der Stadt Saarbrücken; (Hrsg.: Andreas Krüger; Claudia Maas); Krüger-Verlag, Dillingen 2009; ISBN 978-3-00-028569-1

## Auszeichnungen
- Chévalier (Ritter) dans l'Ordre des Palmes Académiques (1980)
- Kulturpreis für Heimatpflege und Volksforschung des Stadtverbandes Saarbrücken 2000 (verliehen am 19. November 2001)